# マルーン

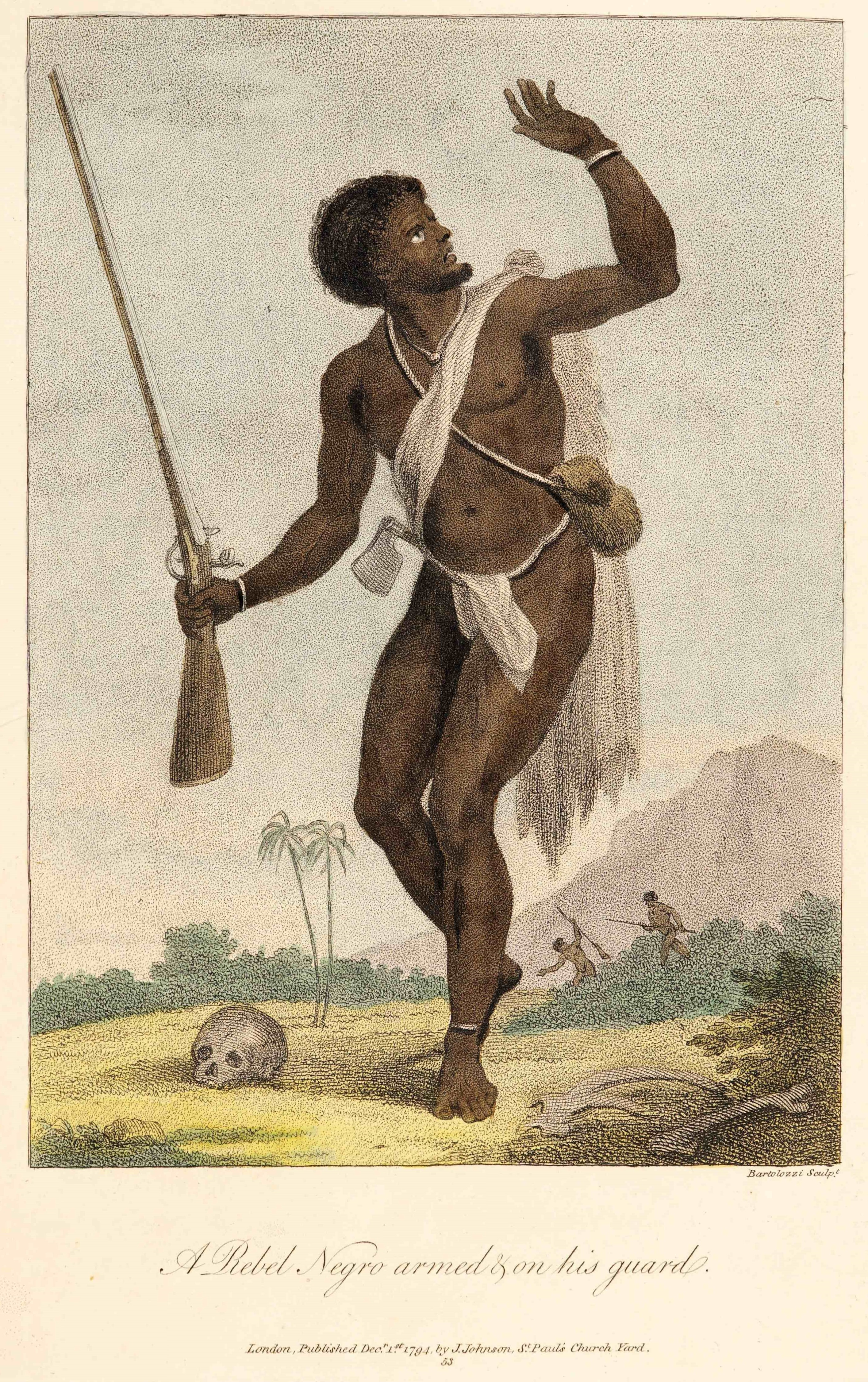
18世紀のシマロン

マルーン（Maroon）は、西インド諸島、中央アメリカ、南アメリカ、北アメリカの逃亡奴隷である。マルーンの居住地は南はアマゾン川流域から北はアメリカ合衆国のフロリダ州とノースカロライナ州まで、西半球の広範囲にわたる。
一般的にマルーンは、アフリカからアメリカ大陸に連れて来られた最初の奴隷が逃亡し、山中で武装し、自給自足の生活を送った集団を指す。各地によって異なる事情があるため、全く違った文化が見られるが、共通しているのは、アフリカ文化の伝統をコミュニティーにおいて継承した点と、それぞれの地域で白人の支配者と闘い、奴隷解放運動に寄与したという点である。マルーンはブラジル、スリナム、フランス領ギアナ、プエルトリコ、キューバ、ジャマイカ、ハイチの歴史において重要な役割を演じた。例えば、ハイチのフランソワ・マッカンダル、ジャマイカのグラニー・ナニー、ブラジルに成立したキロンボ・ドス・パルマーレスのズンビなどマルーンの指導者たちは反乱を起こし、それぞれの国で歴史的な英雄となっている。
19世紀から森林の開発が進むと、ガイアナやスリナムといった国においてもマルーンの共同体はしばしば消滅し、町に降りて都市化した生活をするマルーンも増加傾向にある。しかし、現代においても、ジャマイカなどの一部のマルーンは山中のコミュニティで生活しているという。

## 用語と他の用法
マルーン(Maroon)という名前は、野生であることを意味するスペイン語の単語「シマロネス」(cimarrones)の、英語とフランス語の転訛である。「マルーン」という単語は、ジャマイカの逃亡した黒人を指して広く使用されたが、カリブ海全域で使用されている。フランス語では、どのような逃亡奴隷にも「marron」という単語を使用した。ガイアナにおいては、逃亡奴隷はブッシュ・ニグロ(Bush Negroes)またはリフュジー・ブラック(Refugee Blacks)として知られていた。
スペイン語圏では、マルーンの村のことをパレンケス(palenques)、またはキロンボス(quilombos)と呼び、自由黒人をパレンケロス(palenqueros)と呼んだ。

## マルーンの文化
西半球の国々に散らばっているマルーンの文化は、それぞれの歴史、地理、アフリカの国籍、そして文化の違いによって、バラエティーにあふれている。多くのアフリカの伝統がマルーンの共同体によって保存された。いくつかの共同体では、薬草を傷病者に施すとき、特別なドラムとダンスと合わせて薬草を使用する。多くの他のアフリカの治療と魔術的な儀礼が、何百年もの間存続した。

## 世界各地のマルーン

### ブラジル

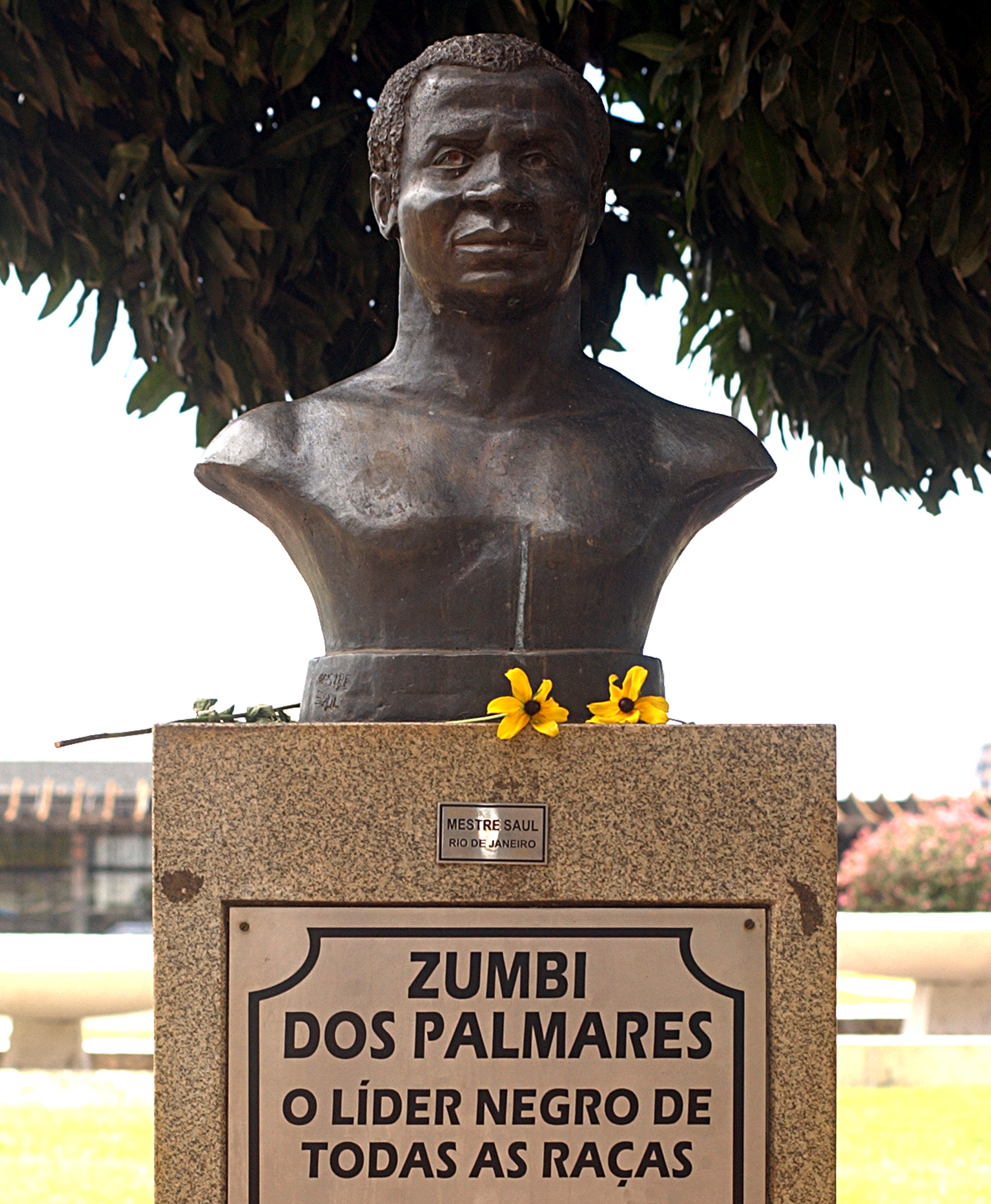
パルマーレスのズンビの胸像

ブラジルの逃亡奴隷の集落は、キロンボ(quilombo)と呼ばれる。1570年以降、ブラジル北東部のバイーア、ペルナンブーコ、アラゴアスに拡大し、18世紀には南東部のサンパウロ州からミナス・ジェライス州まで広まった。密林地帯や山間の僻地に、矢来と塀で固めた50軒から数千軒の集落を形成した。農耕や狩猟、漁労に従事するほかに、白人の居住地やプランテーションを襲い、あるいは交易を行った。最もよく知られたキロンボのひとつは、17世紀はじめにブラジル北東部の逃亡奴隷によって作られた逃亡奴隷による逃亡奴隷国家、キロンボ・ドス・パルマーレス(Quilombo dos Palmares)である。2万人以上の自由な男と女と子供が、不死身であると信じられていたズンビ(Zumbi dos Palmares)によって統治されていた。パルマーレスは100年近く独立国家として栄えたが、ポルトガル政府はキロンボを植民地体制への脅威とみなした。1695年のpt:Guerra dos Palmaresでは、ドミンゴス・ジョルジ・ヴェーリョによって率いられたポルトガル軍の攻撃によってパルマーレスは消滅した。ズンビは殺害され、レシーフェの街の広場に遺体は晒し者にされた。ズンビが殺害された11月20日は、現在もブラジルで「黒人意識の日」となっている。

### フランス領ギアナ・オランダ領ギアナ・イギリス領ギアナ
ギアナ地方にも多くいる。フランス領ギアナの逃亡奴隷は「ネグマルーン」（仏: Nèg'Marrons）、オランダ領ギアナ（en、現スリナム）では「ボスネガー」（蘭: Bosnegers）、イギリス領ギアナ（en、現ガイアナ）では「ブッシュ・ニグロ」（英: Bush Negroes）と呼ばれ、いずれも「森のマルーン」という意味である。
スリナムのマルーン約2000人は、スリナムとフランス領ギアナの間を流れる境界線のラワ川沿いに住んでいる。白人の農園主と植民地の軍隊に対する引き延ばされた抗争の後に、彼らはそこから逃げた。ジョン・ガブリエル・ステッドマン（1744年 - 1797年）の著書 "Narrative of a Five Years Expedition Against the Revolted Negroes of Surinam" によると、スリナムで見つけられた他のマルーン部族は、サラマカ(Saramaka)、パラマカン(Paramakans)、ンデュカ(Ndyuka)、アウカン(Aukan。現在はンデュカと同一視している)、キンティ(Kwinti)とマタワイ(Matawai)であった。1770年までには、5,000か6,000人のマルーンがいたとされている。1863年、スリナムでの奴隷制度廃止のときには、マルーンの数は10,000人（これに対して、38,545人の奴隷がいた）、1972年にはマルーンは35,838人、2004年には72,553人であった。これはスリナムの総人口の15%である。
フランス領ギアナには南アメリカ最多民族ブッシュ・ニグロの一族がいる。

### ハイチ

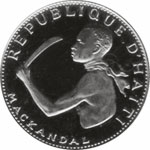
マッカンダルの横顔が刻まれた20グールド硬貨（1968年発行）

ハイチでは、マルーンをハイチ語でマウォン(mawon)と呼ぶ。17世紀から18世紀の間、フランス人は多くの奴隷の抵抗に遭遇した。遠く離れた山岳地帯に逃げたアフリカ人奴隷たちは、マウォンと呼ばれた。マウォンは小規模の農業と狩猟を実施し、結び付きが密接な共同体を形成した。マウォンは、プランテーションに潜入して、彼らの家族や友人を解放することで知られていた。
また、彼らのいくつかは、タイノ族の居住地に住み、17世紀にスペイン人から逃げた。あるマウォンの共同体は、地方の植民地の権威によって条約を作らなければならないほどあなどれなくなり、ある時は、他の逃亡奴隷を探すのを手伝うことと引き換えに、彼らの独立を交渉した。
フランスの大農園システムに対する奴隷の抵抗の努力は、より直接的だった。マウォンの指導者であるフランソワ・マッカンダルは、1750年代にプランテーション所有者の飲料水に毒を入れる運動をしたが失敗した。もう1人のブードゥー教の高僧デュティ・ブークマンというマウォンは、1791年にフランスの大農園所有者に宣戦布告をし、ハイチ革命を引き起こした。

### 北アメリカ
フロリダ州のアメリカ先住民セミノールと結託したマルーン、ブラック・セミノールは、北アメリカでは最大で、最もうまくいっている共同体であった。
→セミノール、ブラック・セミノール

### メキシコ
1650年までにアメリカ州のスペイン植民地に導入されたアフリカ奴隷の2⁄3にあたる12万人がヌエバ・エスパーニャに送り込まれた。奴隷反乱は16世紀から頻発し、とくにガスパール・ヤンガの率いるマルーンは約30年間にわたってパレンケと呼ばれる集落を形成し、ベラクルスとメキシコシティを結ぶ街道を通過する商隊を襲った。ヤンガらの巧みなゲリラ戦に悩まされたスペイン側は彼らと講和し、マルーンによる自治を認めた。今のベラクルス州コルドバ郊外にサンロレンソ・デ・ロス・ネグロスというマルーンの町が建設された（現在はヤンガと改称）。

### パナマ
1570年のパナマ北部のノンブレ・デ・ディオス近くの、ビジャーノ（Villano）には2000人ほどのマルーンが存在した。

### ジャマイカ
1655年、英国がジャマイカに侵攻した時、スペインの植民者に奴隷として扱われた多くのアフリカ人は奴隷制度から逃れて自由な生活を送るために、島の丘陵地帯や山に逃げ込んだ。時間がたつにつれて、マルーンはジャマイカ内部の広い地域を制御するようになり、彼らは時々、プランテーションを襲撃するために丘から下りた。彼らは非常に組織化され、国のことをよく知っていた。なぜならば、逃亡奴隷は彼らに加わり、そしてすぐに、元々のマルーン（英国がスペインから島を奪った時に逃走した人々）と、逃亡奴隷の両方がマルーンとして知られるようになる。ふたつの主要なマルーンの集団は、クジョーに率いられたトレローニータウン・マルーンと、グラニー・ナニー、後にクアオによって率いられたウィンドワード・マルーンである。マルーンは熟練した戦士であったため、英国の軍隊は彼らを制御することができなかったし、打ち負かすこともできなかった。
ジャマイカでは、マルーンは中米のアラワク族やミスキート族の人々と結婚をして、17世紀にスペインから英国の統治に替わった時に、未開発地で独立した生活を営んだ。ジャマイカのマルーンは、奴隷制度と、英国からのジャマイカの独立に対して闘った。皮肉にも、彼らは捕らえた奴隷を返すのに利用されて、また、英国に対するフランスやスペインからの攻撃にも戦った。彼らの多くは1796年に後にノバスコシア州に移住させられ、後に解放奴隷として500人程のジャマイカのマルーン達がシエラレオネのフリータウンに移住した（en:Jamaican Maroons in Sierra Leone）。
有名なマルーンの反逆者はグラニー・ナニーである。彼女はジャマイカの国民的英雄（ナショナル・ヒーロー）中唯一の女性で、18世紀のジャマイカのマルーンの指導者であった。ジャマイカの共同体は、歌と伝説で彼女を不滅にした。彼女の活躍は第1次マルーン戦争で特に重要だった。1795年には第2次マルーン戦争が起こった。
今日、マルーンの共同体は今なお近付きがたい中にあり、それらの最大の町、トレローニー教区のアコンポンでは、リーワード・マルーンがおよそ600人の共同体を形成していて、外国人に観光ツアーを提供している。マルーン戦争の後に英国と結ばれた平和条約の調印を記念して、1月6日には大きなフェスティバルが開催される。